# Caucanthus edulis
Caucanthus edulis är en tvåhjärtbladig växtart som beskrevs av Forsk.. Caucanthus edulis ingår i släktet Caucanthus och familjen Malpighiaceae. Inga underarter finns listade i Catalogue of Life.